# Fort de Planoise

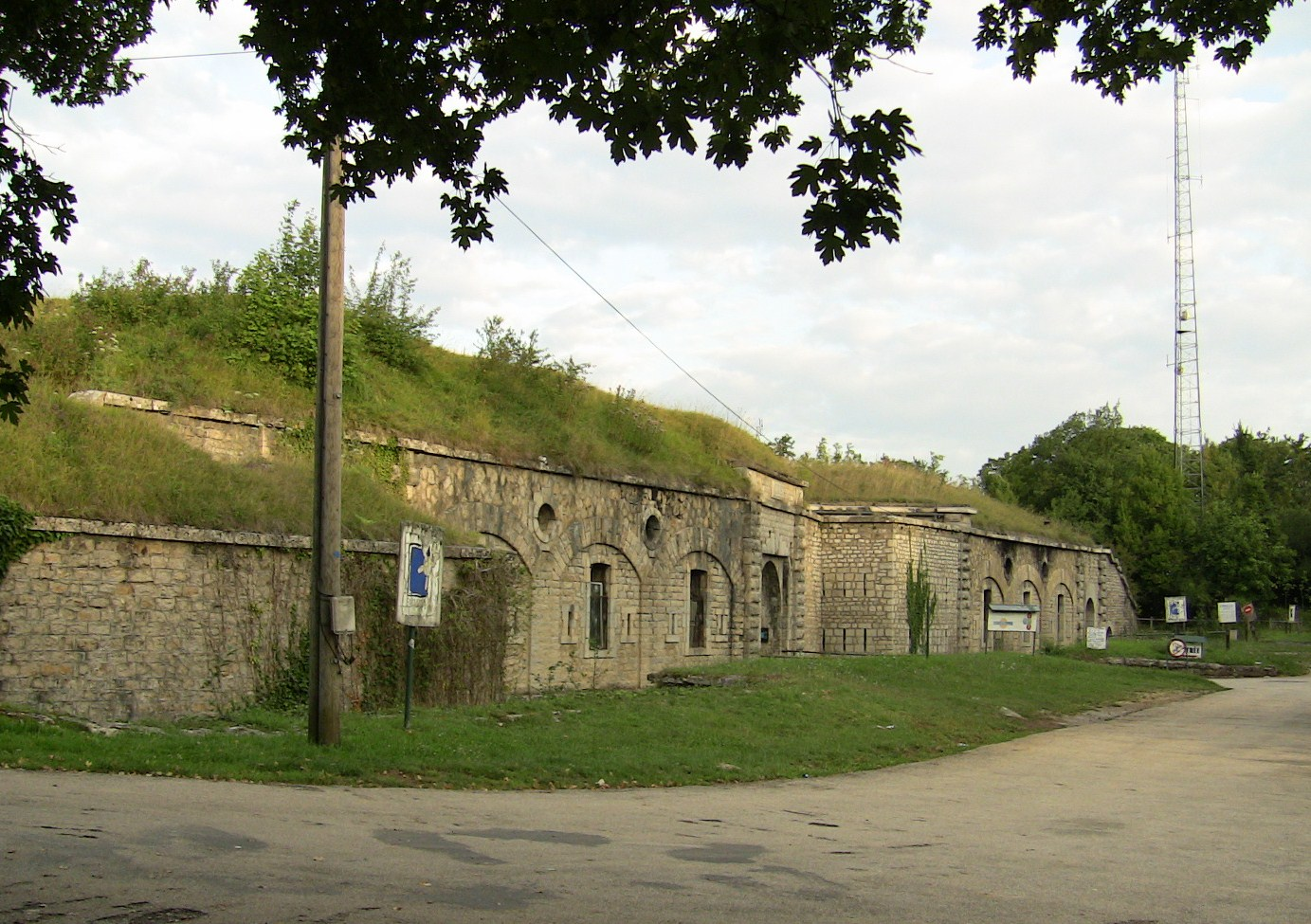
Fort de Planoise.

O Forte de Planoise (em francês:  Fort de Planoise), de seu nome verdadeiro Fort Moncey, foi construído entre 1877 e 1892. É uma obra que faz parte das fortificações do Leste da França do tipo Séré de Rivières e é parte integrante da praça forte de Besançon. É o maior forte da cidade.

## Ligações
- Planoise
- Besançon